# 마크 잭슨 (농구인)

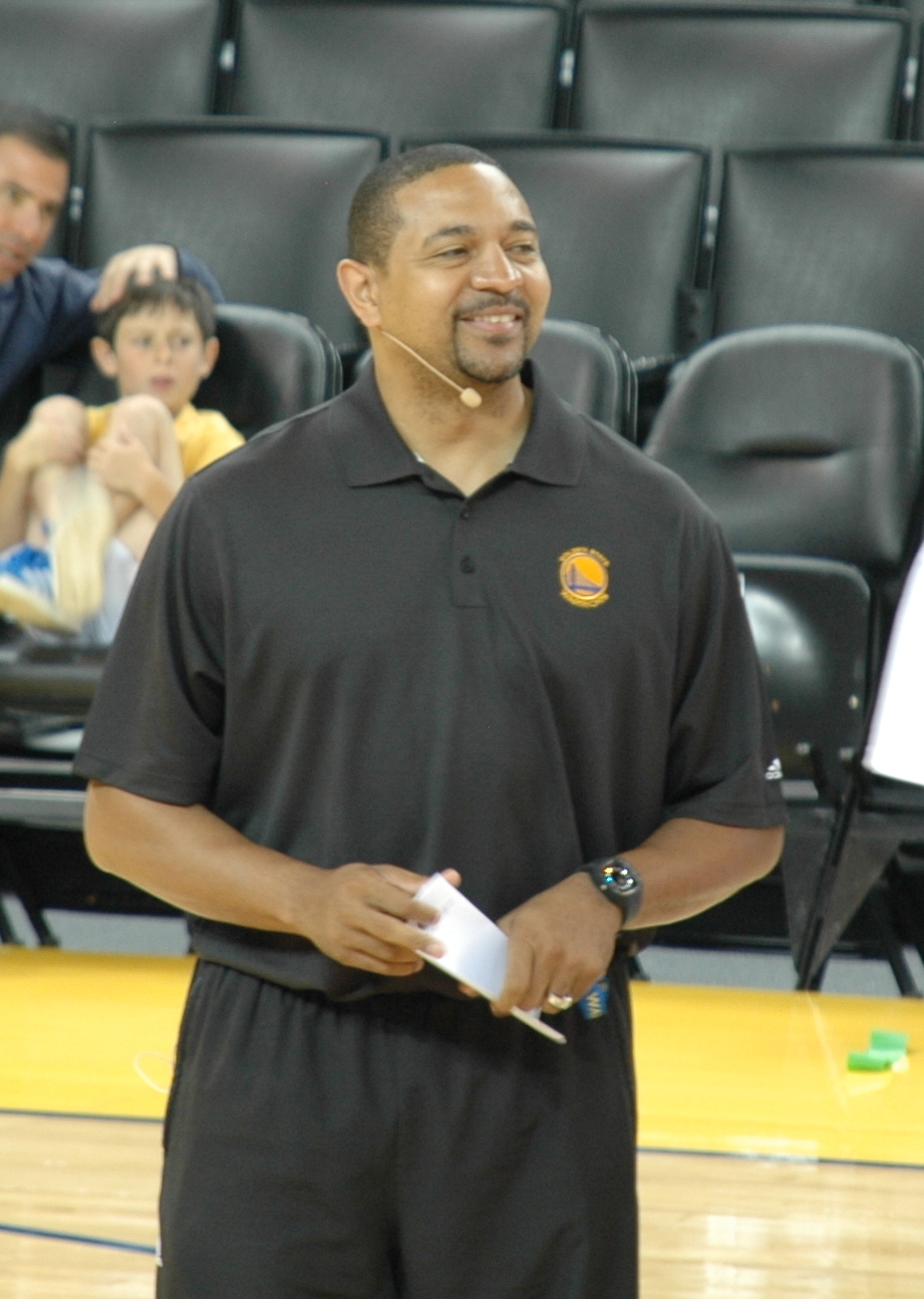

마크 잭슨(영어: Mark Jackson, 1965년 4월 1일 ~ )은 전 미국의 농구 선수이자 미국 프로 농구 골든스테이트 워리어스의 감독이다.